# Issam Fayel Al-Sinani
Issam Fayel Al-Sinani (14 agosto 1984) è un calciatore omanita, difensore dell'Al-Nahda.

## Carriera

### Club
Comincia a giocare in patria, al Sur. Nel gennaio 2006 si trasferisce in Kuwait, all'Al-Jahra. Nell'estate 2006 torna al Sur. Nel gennaio 2008 si trasferisce nuovamente in Kuwait, al Kazma. Nell'estate 2008 viene acquistato dall'Al-Naser. Nel 2011 torna in patria, al Sur. Nel 2014 viene acquistato dall'Al-Nahda.

### Nazionale
Ha debuttato in Nazionale il 24 giugno 2007, nell'amichevole Indonesia-Oman (0-1). Ha partecipato, con la Nazionale, alla Coppa d'Asia 2007. Ha collezionato in totale, con la maglia della Nazionale, 11 presenze.